# Övertorneå (commune)
La commune d'Övertorneå est une commune de Suède dans le comté de Norrbotten. 4299 personnes y vivent. Son siège se situe à Övertorneå.

## Géographie
Le village de Juoksengi est traversé par le cercle arctique et est connu sous le nom de "village du cercle arctique" (Polcirkelbyn). 

## Histoire
Jusqu'à la guerre de Finlande (1808-1809), Övertorneå et la commune finlandaise actuelle d'Ylitornio formaient une seule paroisse. Après la guerre, la partie orientale de la commune a été cédée à la Russie comme partie de la Finlande. En 1870, une petite partie de la municipalité d'Övertorneå a été séparée, formant la municipalité rurale de Korpilombolo (qui fait maintenant partie de la municipalité de Pajala). En 1969, les municipalités d'Övertorneå et de Hietaniemi ont fusionné pour former la municipalité actuelle.

## Localités principales
- Hedenäset
- Juoksengi
- Övertorneå
- Svanstein

## Langues
De nombreux lieux de la municipalité portent un nom à la fois suédois et finlandais, dans le dialecte local du finnois appelé Meänkieli, une des langues minoritaires de Suède. 

## Monuments
Les villages d'Övertorneå et de Hedenäset comptent chacun une vieille église en bois. L'église d'Övertorneå possède un orgue du 17e siècle.